# Victor Osimhen
Victor James Osimhen (født 29. december 1998) er en nigeriansk professionel fodboldspiller, som spiller for Süper Lig-klubben Galatasaray og Nigerias landshold. Han anses i dag som en af de bedste angribere i verden.

## Klubkarriere

### VfL Wolfsburg
Efter at have imponeret ved U/17 VM i 2015, så lavede Osimhen en aftale, hvor at han ville skifte til tyske Wolfsburg i 2017. Han fik sin debut for klubben den 13. maj 2017 i en kamp imod Borussia Mönchengladbach.

### Charleroi
Efter ikke at have lykkedes for Osimhen, at slå igennem hos Wolfsburg, så besluttede de at udleje ham til belgiske Charleroi for 2018-19 sæsonen. Han fik sin debut for Charleroi den 1. september 2018, og scorede sit debutmål i samme kamp.
Osimhen imponerede stort hos Chaleroi, og i maj 2019 valgte de at hente ham på en permanent transfer.

### Lille
Efter sin imponerende tid i Belgien, skiftede Osimhen til franske Lille i juli 2019. Han imponerede i sin debutsæson, og sluttede som Lilles topscorer med 13 mål i Ligue 1, og ved sæsonens udgang blev han kåret som årets spiller i klubben af fansene.

### Napoli
Osimhen skiftede til italienske Napoli i juli 2020. Prisen på €70 millioner euro gjorde ham til den dyreste afrikanske fodboldspiller nogensinde. Hans debutsæson var dog især skadesplaget, hvilke inkluderede en slem hovedskade under en kamp imod Inter Milan den 22. november 2021, som resulterede i et knoglebrud omkring øjenhulen. Som resultat af skaden, har Osimhen siden båret en ansigtsmaske.
Osimhen scorede den 29. oktober 2022 sit første hattrick, da han scorede 3 mål i en 4-0 sejr over Sassuolo. Han var i 2022-23 sæsonen del af, at Napoli vandt Serie A for første gang i 33 år. Han sluttede sæsonen som topscorer i ligaen med 26 sæsonmål, og blev hermed den første afrikaner til at blive topscorer i Serie A. Han slog i den samme sæson George Weahs rekord på 47 mål i Serie A, og blev hermed også den mest scorende afrikaner i Serie A nogensinde.

#### Leje til Galatasaray
I løbet af sommertransfervinduet 2024 gjorde Osimhen det klart, at han ønskede at forlade Napoli, og han blev sat i forbindelse med flere klubber, især Al-Ahli, Chelsea og Paris Saint-Germain. Det lykkedes dog ikke for nogle af disse klubber at kommer til en enighed med både klub og spiller før at transfervinduet lukkede i. Napoli havde dog ingen interesse i, at Osimhen vendte tilbage til holdet, og den 31. august annoncerede de, at han ville være udelukket fra førsteholdet og hans trøjenummer 9 ville blive givet til Romelu Lukaku. Osimhen endte derfor i september at skifte til tyrkiske Galatasaray på en lejeaftale, hvilke var muligt eftersom at transfervinduet stadig var åbent i Tyrkiet.

## Landsholdskarriere

### Ungdomslandshold
Osimhen har repræsenteret Nigeria på flere ungdomsniveauer. Han var del af Nigerias U/17 trup som vandt U/17 Verdensmesterskabet i 2015.

### Seniorlandshold
Osimhen fik sin debut for Nigerias landshold den 1. juni 2017.

## Titler
Napoli
- Serie A: 1 (2022-23)

Nigeria U/17
- U/17 Verdensmesterskabet: 1 (2015)

Individuelle
- U/17 Verdensmesterskabet Gyldne støvle: 1 (2015)
- CAF Årets unge spiller: 1 (2015)
- Lille Sæsonens spiller: 1 (2019-20)
- Serie A Årets unge spiller: 1 (2021-22)
- Serie A Årets angriber: 1 (2022-23)
- Serie A Topscorer: 1 (2022-23)
- Serie A Årets hold: 1 (2022-23)
- CAF Årets hold: 2023
- Årets fodboldspiller i Afrika: 1 (2023)
- Serie A Årets fodboldspiller: 1 (2023)